# Eric Walters

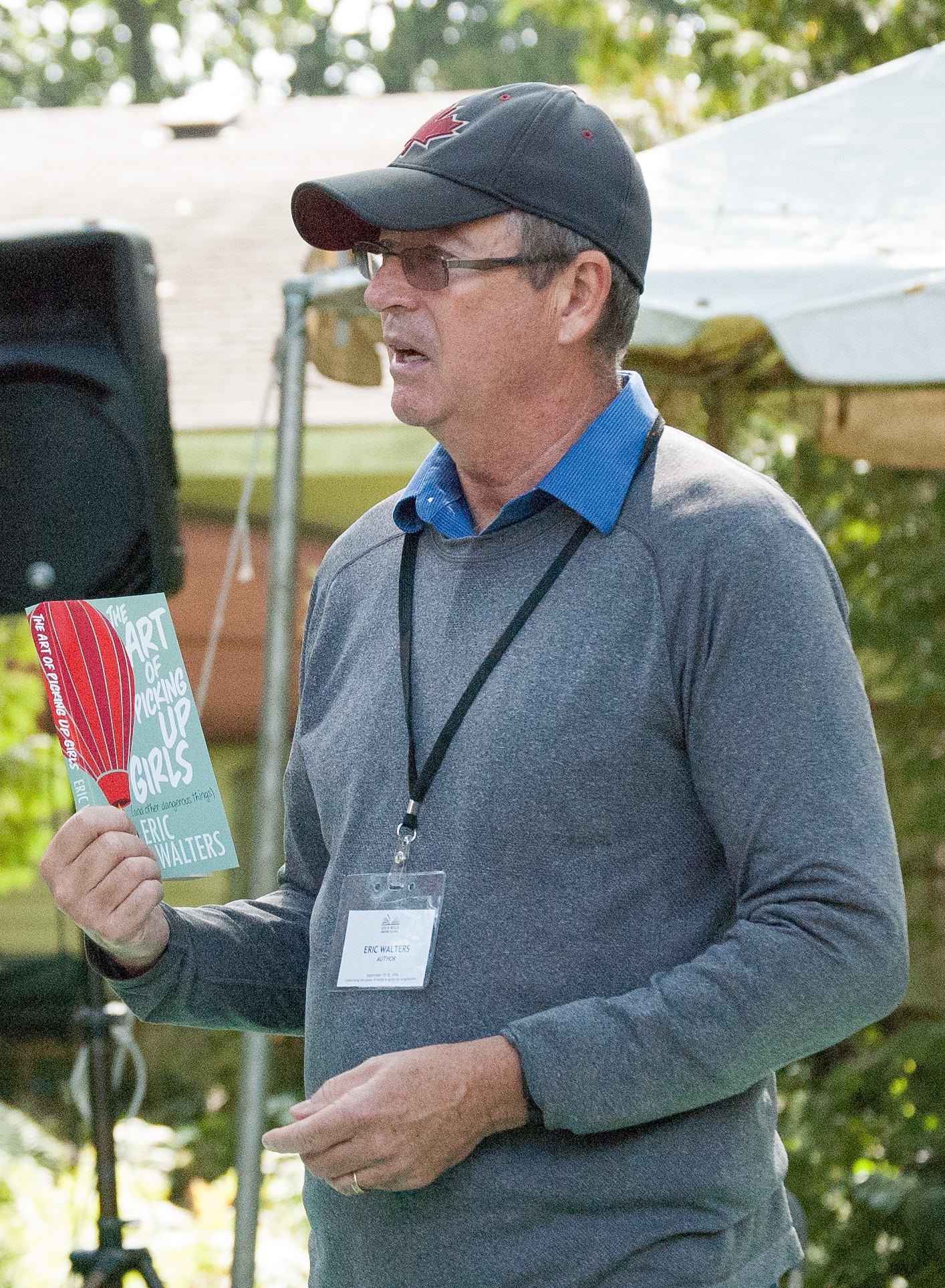
Eric Walters, 2016

Eric Walters (* 3. März 1957 in Toronto) ist ein kanadischer Kinder- und Jugendbuchautor.

## Leben und Werk
Eric Walters wuchs im Westen von Toronto auf, in einem sozialen Brennpunkt der Stadt. Seine Mutter starb, als er vier Jahre alt war und er und seine ältere Schwester mussten sich um sich selbst kümmern. Walters hatte eine wilde Jugend und viele der Kinder und Jugendlichen, mit denen er aufwuchs, endeten im Gefängnis. Er selbst konnte diesem Leben entfliehen, was er selbst wie die Immigration in ein neues Land empfand. Er legte ein Studium in Psychologie ab und arbeitete anschließend als Sozialarbeiter. Berufsbegleitend absolvierte er einen Master in Sozialarbeit und zusätzlich das Lehramtsstudium, ein Berufswunsch seiner Jugendzeit. Heute lebt er mit seiner Frau Anita in Mississauga, Ontario. Er hat drei Kinder.
Seine Schriftstellertätigkeit begann im Jahr 1993. Seine erste Geschichte „Stand your ground“ entstand als Versuch, seine lesemüden Schüler für Literatur zu begeistern. Schauplatz der Handlung ist die Schule (Vista Heights Public School), an der er als Lehrer unterrichtet. Er lässt Namen seiner Schüler und charakteristische Merkmale der dortigen Gemeinde Streetsville mit in die Geschichte einfließen.
Die folgenden Jahre veröffentlichte Walters 70 weitere Geschichten. Seine Bücher wurden in elf Sprachen, darunter Deutsch, übersetzt.
Neben seiner Tätigkeit als Lehrer und Schriftsteller gründete Walters eine gemeinnützige Organisation in Kenia. Die Organisation „Creation of Hope“ kümmert sich um Waisen im Distrikt Mbooni. Diese errichtete zwei Kinderheime und sorgt dafür, dass die Waisen zur Schule gehen können.
Eric Walters Bücher handeln häufig von sozialer Gerechtigkeit und gesellschaftlichen Problemen. In einem Interview beschreibt Walters zwei Hauptthemen, die sich durch seine Geschichten ziehen: „Zugehörigkeitsgefühl“ – seiner Meinung nach wollen Menschen immer irgendwo dazugehören – und dem Willen und die Stärke, etwas in seinem Leben zu verändern. Walters vertritt die Ansicht, dass jeder Mensch bewusst Entscheidungen in seinem Leben treffen kann, um Elend und Not zu überwinden und etwas aus sich zu machen. Die Protagonisten in Walters Büchern sind Teenager, deren Leben durch ein einschneidendes Ereignis verändert wird. Seine Hauptcharaktere sind meist im Alter von 14 Jahren.
Im April 2010 wanderte er 200 Kilometer durch die Sahara, bevor er das Buch: „Just Deserts“ veröffentlichte. Im Sommer 2012 bestieg er mit seinem Sohn den Mount Everest für sein Buch: „Between Heaven and Earth“.
Außerdem reiste er durch Kanada und stellte Kindern seine Geschichten vor.

## Auszeichnungen
Eric Walters hat 100 Auszeichnungen bekommen, darunter elf „Childrens Choice Awards“. Er ist der einzige Schriftsteller in Kanada, der dreimal sowohl den „Silver Birch Award“ als auch den „Red Maple Award“ gewann, bei dem mehr als 125.000 Schüler als Wahlkomitee ihren Favoriten wählten. Beides sind, kanadische Kinder- und Jugendbuchpreise der „Ontario Library Association“, ein Bestandteil eines nationalen Freizeitleseprogramms.

## Werke
- The Taming (Doubleday 2012) ISBN 978-0-385-67658-8
- The Matatu (Orca 2012)
- End of Days (Doubleday September 2012)
- Just Deserts (Penguin 2011)
- Catboy (Orca 2011)
- Shaken (Doubleday 2011)
- Flyboy (Penguin 2010)
- Home Team (Orca 2010)
- Trouble in Paradise (Penguin 2010)
- Branded (Orca 2010)
- Beverly Hills Maasai (Orca 2010)
- Wave (Doubleday 2009)
- Shell Shocked (Penguin 2009)
- United We Stand (Doubleday 2009)
- Wounded (Penguin, 2009)
- Tell Me Why (Doubleday 2009)
- Black & White (Penguin 2009)
- Special Edward (Orca 2009)
- Alexandria of Africa (Doubleday 2008)
- Splat! (Orca 2008)
- The Pole (Penguin 2008)
- Voyageur (Penguin 2008)
- When Elephants Fight (Orca 2008)
- In A Flash (Orca 2008)
- The Falls (Penguin 2008)
- Boot Camp (Orca 2007)
- Sketches (Penguin 2007)
- Tiger Trap (Dundurn 2007)
- Safe as Houses (Doubleday 2007)
- Bifocal (Fitzhenry & Whiteside 2007)
- House Party (Orca 2007)
- Shattered (Penguin 2006)
- We All Fall Down (Doubleday 2006)
- Camp X – Fool’s Gold (Penguin 2006)
- Laggan Lard Butts (Orca 2006)
- Stuffed (Orca 2006)
- Triple Threat (Orca 2005)
- Elixir  (Penguin 2005)
- Caged Eagles (Orca 2001)
- War of the Eagles (Orca 1998)
- Trapped in Ice (Penguin 1997)
- Boykott (Hase und Igel 2010)
- Lethal Wave (Kosmos 2009)